# Liste der Hochhäuser in Berlin
Die Liste der Hochhäuser in Berlin führt die in Berlin existierenden Hochhäuser ab einer strukturellen Höhe von 50 Metern auf. Nicht erfasst sind Türme von Rathäusern oder Kirchen sowie technische Bauwerke, die in der Liste der höchsten Bauwerke in Berlin enthalten sind.
Insgesamt erreichen im Jahr 2025 rund 250 Bauwerke eine Höhe von 50 Metern, 12 Hochhäuser eine Höhe von 100 Metern und ein Wolkenkratzer eine Höhe von über 150 Metern.

## Überblick

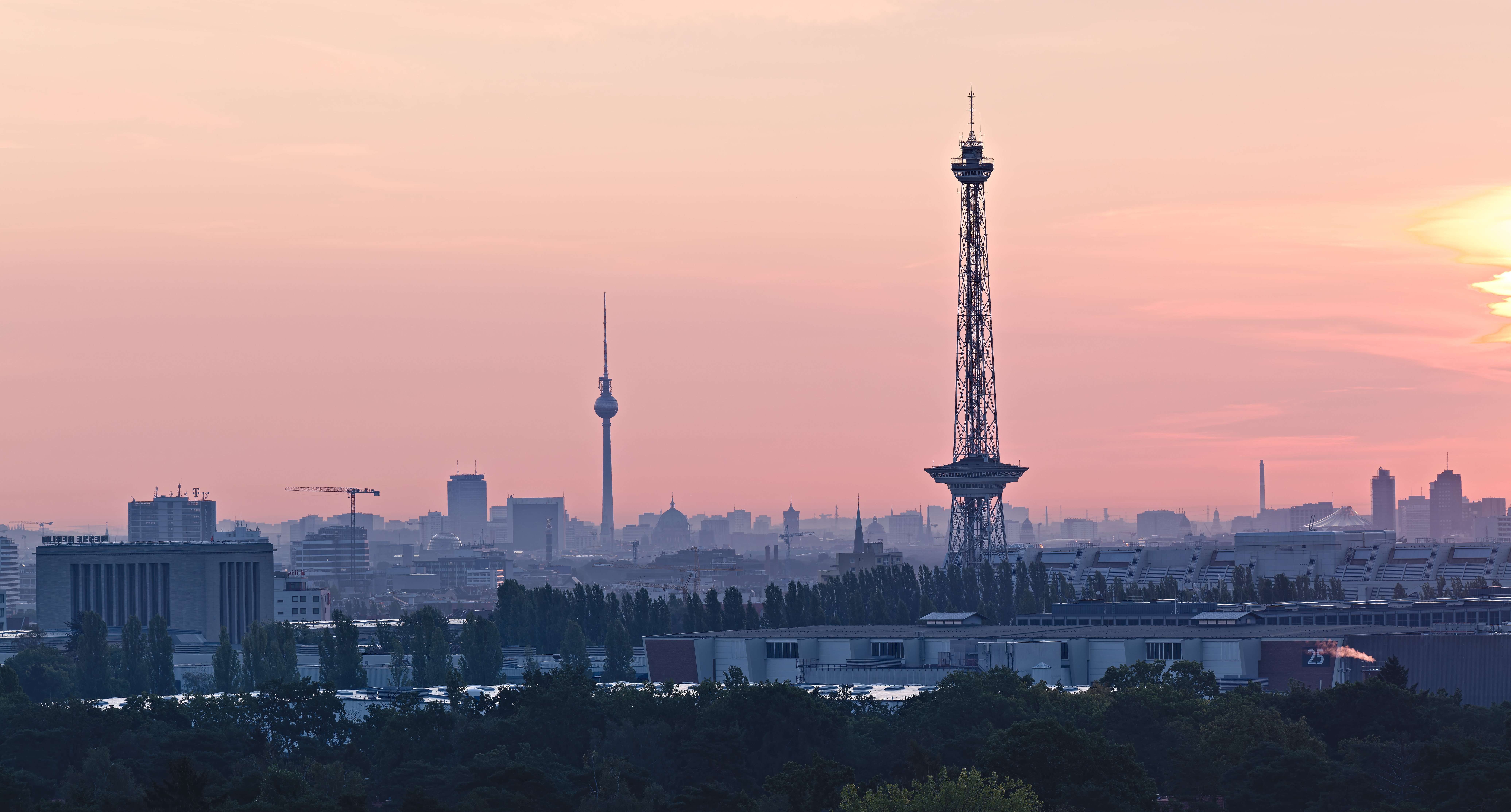
Berliner Hochhaus-Landschaft 2020

Die Berliner Hochhaus-Standorte sind über das Stadtgebiet verteilt. Die Metropole verfügt daher über mehrere Bauensembles aus Hochhäusern („Cluster“), wie die City West, den Potsdamer Platz, den Alexanderplatz, den EUREF Campus am Südkreuz und Teile des Spreeufers in Alt-Treptow und an der Mediaspree. Wesentliche Ballungen von Wohnhochhäusern befinden sich in Gropiusstadt (Neukölln), im Hansaviertel, Marzahn, Hohenschönhausen und dem Märkischen Viertel (Reinickendorf).
Berlin gilt in Deutschland, vor Köln und hinter Frankfurt am Main, als die zweitgrößte Hochhausstadt. Durch zunehmend knappe Bauflächen und höhere Grundstückspreise kommt dem Hochhausbau eine steigende Bedeutung zu, um den Bedarf an Wohnungen, Gewerbe und weiteren Nutzungen in Berlin zu decken, besonders in zentralen Bereichen an der Ringbahn und weiteren infrastrukturell gut erschlossenen Stadtgebieten. Ein Hochhausleitbild für das Land Berlin wurde 2020 vom Senat verabschiedet.
In Berlin existiert mit dem Estrel Tower seit 2025 ein Gebäude mit einer strukturellen Höhe von über 150 Metern, das als Wolkenkratzer bezeichnet wird. In Deutschland ist der Turm einer von insgesamt 22 Wolkenkratzern (Stand: 2025).
Die Höhenangaben in der Liste beziehen sich auf die strukturelle Gebäudehöhe, also die Höhe ohne Aufbauten (Antennen, Masten etc.), entsprechend der Datenbank des Landesdenkmalamtes (soweit verfügbar). Für geplante und in Bau befindliche Hochhäuser sowie potenzielle Hochhausstandorte folgen jeweils eigene Tabellen.

## Bestehende Hochhäuser

### Hochhäuser mit bekannter Höhe
|      | Name                                          | Lage                                                              | Ortsteil              | Höhe in m | Vollgeschosse | Baujahr             | Architekten | Bemerkungen | Foto                                                                                           |
| ---- | --------------------------------------------- | ----------------------------------------------------------------- | --------------------- | --------- | ------------- | ------------------- | --- | --- | ---------------------------------------------------------------------------------------------- |
| 01.  | Estrel Tower                                  | Sonnenallee 228 (Lage)                                            | Neukölln              | 176       | 45            | 2025                | Barkow Leibinger | Höchster Wolkenkratzer in Berlin und höchstes Hotel in Deutschland. |                                                                                                |
| 02.  | Edge East Side Tower                          | Warschauer Straße, Ecke Helen-Ernst-Straße (Lage)                 | Friedrichshain        | 142       | 36            | 2023                | BIG Bjarke Ingels Group | Von 2023 bis 2025 höchstes Hochhaus Berlins, Hauptmieter ist Amazon, der Bauherr ist die niederländische OVG Real Estate, Baukosten 400 Millionen Euro. |                                                                                                |
| 03.  | Park Inn                                      | Alexanderplatz 7 (Lage)                                           | Mitte                 | 125       | 41            | 1970                | Heinz Schalipp, Hans-Erich Bogatzky und Roland Korn | Von 1990 bis 2023 höchstes Hochhaus in Berlin, eines der drei höchsten Hotels in Deutschland (Stand: 2025) |                                                                                                |
| 03.  | Treptowers                                    | An den Treptowers 1 (Lage)                                        | Alt-Treptow           | 125       | 32            | 1998                | Gerhard Spangenberg | Von 1998 bis 2023 höchstes Hochhaus in Berlin |                                                                                                |
| 05.  | Steglitzer Kreisel                            | Schloßstraße 80 (Lage)                                            | Steglitz              | 120       | 30            | 1980                | Sigrid Kressmann-Zschach | Von 1980 bis 1990 höchstes Hochhaus in West-Berlin. Seit 2007 leerstehend, nach Asbestsanierung erfolgte bis 2019 eine komplette Entkernung des Bürohochhauses |                                                                                                |
| 06.  | Upper West                                    | Kantstraße 163–165 (Lage)                                         | Charlottenburg        | 118,8     | 34            | 2013–2017           | Christoph Langhof KSP Jürgen Engel Architekten | Im Doppelgebäude gegenüber dem Zoofenster auf dem ehemaligen Gelände des Schimmelpfeng-Hauses Der Turm mit fließender Fassade schmiegt sich an ein 37 Meter hohes Riegelgebäude. 19 Etagen umfasst ein Hotel der Kette Motel One. |                                                                                                |
| 06.  | Zoofenster                                    | Hardenbergstraße 28 (Lage)                                        | Charlottenburg        | 118,8     | 32            | 2012                | Christoph Mäckler | Hauptmieter ist das Luxus-Hotel Waldorf Astoria Berlin des Hilton-Konzerns |                                                                                                |
| 08.  | Atrium Tower                                  | Eichhornstraße 3 (Lage)                                           | Tiergarten            | 106       | 23            | 1997                | Renzo Piano | Das Hochhaus hieß bis zum Jahr 2013 debis-Haus. |                                                                                                |
| 09.  | Bahntower                                     | Potsdamer Platz 2 (Lage)                                          | Tiergarten            | 103       | 26            | 1999                | Helmut Jahn | Zentrale der Deutschen Bahn AG |                                                                                                |
| 09.  | Kollhoff-Tower                                | Potsdamer Platz 1 (Lage)                                          | Tiergarten            | 103       | 25            | 1999                | Hans Kollhoff | Gesamthöhe mit Spitze beträgt 115 m |                                                                                                |
| 11.  | FÜRST-Hochhaus                                | Kurfürstendamm 206–209 (Lage)                                     | Charlottenburg        | 102       | 23            | 1974                | Sigrid Kressmann-Zschach / Modernisierung ab 2019 Kleihues + Kleihues | 1994/1995 renoviert, Sanierung seit 2020 |                                                                                                |
| 12.  | Die Pyramide                                  | Landsberger Allee 366 (Lage)                                      | Marzahn               | 100       | 23            | 1994                | | |                                                                                                |
| 13.  | Stream Tower                                  | Tamara-Danz-Straße 11 (Lage)                                      | Friedrichshain        | 97,5      | 24            | 2022                | Gewers Pudewill | Hauptmieter ist Zalando |                                                                                                |
| 14.  | Gebäude der Deutschen Rentenversicherung Bund | Hohenzollerndamm 47 (Lage)                                        | Wilmersdorf           | 95,4      |               | 1976                | Hans Schaefers | Ehemals „BfA Hochhaus“ 2013-2019 saniert |                                                                                                |
| 15.  | Internationales Handelszentrum                | Friedrichstraße 95 (Lage)                                         | Mitte                 | 93,5      | 25            | 1978                | Josef Kaiser | |                                                                                                |
| 16.  | Wohnhochhaus Ideal                            | Fritz-Erler-Allee 120 (Lage)                                      | Gropiusstadt          | 90,85     | 31            | 1969                | Walter Gropius | Von 1969 bis 1972 höchstes Wohngebäude Deutschlands, bis heute höchstes Wohngebäude Berlins (Stand:2025) |                                                                                                |
| 17.  | Postbank-Hochhaus                             | Hallesches Ufer 60 (Lage)                                         | Kreuzberg             | 88,77     | 23            | 1965–1971           | Prosper Lemoine | Bis 2026 wird das Gebäude komplett saniert. Es wird in „Die Macherei Berlin-Kreuzberg – M50“ umbenannt. |                                                                                                |
| 18.  | Europa-Center                                 | Tauentzienstraße 9 (Lage)                                         | Charlottenburg        | 86        | 21            | 1965                | Helmut Hentrich, Hubert Petschnigg | Oberkante des rotierenden Mercedes-Sterns bei 103 Metern. |                                                                                                |
| 19.  | Hochhaus am Europaplatz                       | Heidestraße 58 (Lage)                                             | Moabit                | 84        | 22            | 2023                | Allmannwappner | Mieter des Bürogebäudes ist KPMG. |                                                                                                |
| 19.  | Wohnhochhaus                                  | Zwickauer Damm 12 (Lage)                                          | Gropiusstadt          | 84        | 28            | 1969                | Manfred Hinrichs | |                                                                                                |
| 19.  | Wohnhochhaus                                  | Waldsassener Straße 29 (Lage)                                     | Marienfelde           | 84        | 28            | 1969                | Manfred Hinrichs | |                                                                                                |
| 22.  | neues GSW- Hochhaus                           | Charlottenstraße 4 (Lage)                                         | Kreuzberg             | 82        | 22            | 1999                | Sauerbruch Hutton | |                                                                                                |
| 22.  | Upbeat                                        | Perleberger Brücke, Ecke Fennstrasse                              | Moabit                | 82        | 19            | 2025                | Kleihues + Kleihues | |                                                                                                |
| 22.  | Bettenhaus der Charité                        | Luisenstraße 65 (Lage)                                            | Mitte                 | 82        | 21            | 1977–1982           | Karl-Ernst Swora | Seit 1990 höchstes Klinikgebäude in Deutschland |                                                                                                |
| 25.  | Telefunkenhochhaus                            | Ernst-Reuter-Platz 7 (Lage)                                       | Charlottenburg        | 80        | 20            | 1961                | Paul Schwebes, Hans Schoszberger | Zweithöchstes Universitätsgebäude in Deutschland (Stand: 2025) |                                                                                                |
| 26.  | Wohnhochhaus mit Handel und Dienstleistung    | Joachim-Gottschalk-Weg 1 (Lage)                                   | Gropiusstadt          | 79        | 28            | 1968                | Manfred Hinrichs | |                                                                                                |
| 26.  | Forum Tower                                   | Potsdamer Platz 11 (Lage)                                         | Tiergarten            | 79        | 19            | 1999                | Renzo Piano | Zweiter Tower des debis-Gebäudekomplexes |                                                                                                |
| 28.  | Verwaltungs- und Bürohochhaus                 | Leipziger Straße 51 (Lage)                                        | Mitte                 | 78,3      | 20            | 1996 - 1998         | | Gebäude des Ostdeutschen Sparkassenverbandes, war früher als OSV-Hochhaus bekannt wird es inzwischen als Two Towers gelabelt. |                                                                                                |
| 29.  | Fernsehzentrum des SFB                        | Masurenallee 16/20 (Lage)                                         | Westend               | 78,2      | 15            | 1966–1967           | Robert Tepez | seit den 1990er Jahren RBB-Sendezentrum |                                                                                                |
| 30.  | Axel-Springer-Hochhaus                        | Rudi-Dutschke-Straße 2 (Lage)                                     | Kreuzberg             | 78        | 22            | 1964                | | Sitz des Axel-Springer-Verlages |                                                                                                |
| 31.  | Ullsteinhaus                                  | Ullsteinstraße 114-142 (Lage)                                     | Tempelhof             | 77        | 12            | 1925–1927           | Eugen Schmohl | Höchstes Hochhaus in Berlin von 1927 bis 1961, Höchstes Hochhaus in Deutschland von 1927 bis 1957 |                                                                                                |
| 31.  | Wohnhochhaus                                  | Platz der Vereinten Nationen 1/2 (Lage)                           | Friedrichshain        | 77        | 24            | 1968–1970           | Heinz Mehlan | |                                                                                                |
| 33.  | Office-Tower des Königstadt-Carrées           | Mollstraße 30 (Lage)                                              | Friedrichshain        | 76,8      | 22            | 2011                | STP Architekten / bauart Architekten & Ingenieure | Vorher befand sich an dieser Stelle der Rohbau eines Plattenbau-Hochhauses aus DDR-Zeit. | Königstadt Carree                                                                              |
| 34.  | Wohnhochhaus                                  | Allee der Kosmonauten 67/69 (Lage)                                | Marzahn               | 76        | 25            | 1985                | Wolfgang Ortmann, Hartmudt Pautsch | Doppelhochhaus Typ SK 65 | Allee der Kosmonauten 67/69 (Mitte)                                                            |
| 34.  | Wohnhochhaus                                  | Helene-Weigel-Platz 6/7 (Lage)                                    | Marzahn               | 76        | 25            | 1985                | Wolfgang Ortmann, Hartmudt Pautsch | Doppelhochhaus Typ SK 65 Hier wurde Europas größte Fotovoltaikanlage an einem Wohnhochhaus (426 m², jährliche Solarstrom-Produktion ca. 25.000 kWh) installiert. | Helene-Weigel-Platz 6/7                                                                        |
| 34.  | Wohnhochhaus mit Handel und Dienstleistungen  | Helene-Weigel-Platz 13/14 (Lage)                                  | Marzahn               | 76        | 25            | 1985                | Wolfgang Ortmann, Hartmudt Pautsch | Doppelhochhaus Typ SK 65 | Helene-Weigel-Platz 13/14                                                                      |
| 37.  | Wohnhochhaus mit Handel und Dienstleistungen  | Leipziger Straße 48/49 (Lage)                                     | Mitte                 | 75,3      | 25            | 1972–1977           | Joachim Näther, Peter Schweizer, Dorothea Tscheschner, Dieter Schulze und Werner Strassenmeier | Doppelhochhaus Typ SK 65, gehört zum Komplex Leipziger Straße |                                                                                                |
| 38.  | Wohnhochhaus                                  | Leipziger Straße 40/41 (Lage)                                     | Mitte                 | 75,2      | 25            | 1972–1977           | Joachim Näther, Peter Schweizer, Dorothea Tscheschner, Dieter Schulze und Werner Strassenmeier | Doppelhochhaus Typ SK 65, gehört zum Komplex Leipziger Straße |                                                                                                |
| 39.  | Wohnhochhaus mit Handel und Dienstleistungen  | Leipziger Straße 46/47 (Lage)                                     | Mitte                 | 75,1      | 25            | 1972–1977           | Joachim Näther, Peter Schweizer, Dorothea Tscheschner, Dieter Schulze und Werner Strassenmeier | Doppelhochhaus Typ SK 65, gehört zum Komplex Leipziger Straße |                                                                                                |
| 40.  | Wohnhochhaus mit Handel und Dienstleistungen  | Leipziger Straße 43/44 (Lage)                                     | Mitte                 | 75,0      | 25            | 1972–1977           | Joachim Näther, Peter Schweizer, Dorothea Tscheschner, Dieter Schulze und Werner Strassenmeier | Doppelhochhaus Typ SK 65, gehört zum Komplex Leipziger Straße |                                                                                                |
| 41.  | Wohnhochhaus                                  | Rochstraße 9 (Lage)                                               | Mitte                 | 74,3      | 24            | 1969                | | |                                                                                                |
| 42.  | Wohnhochhaus                                  | Anton-Saefkow-Platz 3 (Lage)                                      | Fennpfuhl             | 73,8      | 25            |                     | | Doppelhochhaus Typ SK 65 |                                                                                                |
| 43.  | Haus Ruth                                     | Eschersheimer Straße 41 (Lage)                                    | Neukölln              | 71        | 21            | 2023                | | Teil des Wohnpark St. Marien, welcher auf dem Gelände der ehemaligen Hebammen-Lehranstalt und Frauenklinik Neukölln entstanden ist. |                                                                                                |
| 44.  | Siemens-Turm                                  | Wernerwerkdamm 5 (Lage)                                           | Siemensstadt          | 70        |               |                     | Hans Hertlein | Schornstein |                                                                                                |
| 44.  | Spreeturm                                     | Am Postbahnhof 17 (Lage)                                          | Friedrichshain        | 70        | 20            | 2020                | Eike Becker Architekten | Büroturm |                                                                                                |
| 44.  | Beisheim-Center                               | Potsdamer Platz 4 (Lage)                                          | Mitte                 | 70        | 20            | 2004                | Hillmer & Sattler | Nutzung des Hochhauses durch das Hotel The Ritz-Carlton |                                                                                                |
| 47.  | Tour Total Berlin                             | Jean-Monnet-Straße 2 (Lage)                                       | Moabit                | 69        | 17            | 2012                | Barkow Leibinger | Hauptniederlassung der eWings.com GmbH und Deutschland-Sitz des französischen Mineralölkonzerns Total |                                                                                                |
| 48.  | Geschäfts- und Hotelhochhaus Spiegelturm      | Freiheit 5 (Lage)                                                 | Spandau               | 68        | 17            |                     | | Hotel |                                                                                                |
| 49.  | Wohnhochhaus                                  | Waldsassener Straße 11 (Lage)                                     | Marienfelde           | 66,9      | 23            | 1969                | Sigrid Kressmann-Zschach | |                                                                                                |
| 50.  | RIU Plaza Hotel                               | Martin-Luther-Straße 1/1a (Lage)                                  | Schöneberg            | 66,7      | 18            | ab 1970             | Paul Schwebes (ursprünglicher Entwurf) | erbaut als Philips-Hochhaus |                                                                                                |
| 51.  | Delbrück-Hochhaus                             | Potsdamer Platz 5 (Lage)                                          | Tiergarten            | 65,4      | 17            | 2000–2003           | Hans Kollhoff, Helga Timmermann | Büros, Geschäfte, Wohnungen |                                                                                                |
| 52.  | Haus des Reisens                              | Alexanderstraße 7 (Lage)                                          | Mitte                 | 65        | 17            | 1969–1971           | Roland Korn, Johannes Briske und Roland Steiger | Früher Sitz des staatlichen Reisebüros |                                                                                                |
| 52.  | Grandaire                                     | Alexanderstraße/ Voltairestraße (Lage)                            | Mitte                 | 65        | 20            | 2017–2020           | Giorgio Gullotta Architekten, Hamburg | Wohnturm mit hochpreisigen Eigentumswohnungen. |                                                                                                |
| 54.  | Wohnhochhaus mit Handel und Dienstleistungen  | Fischerinsel 2 (Lage)                                             | Mitte                 | 64,7      | 21            | 1972                | | |                                                                                                |
| 55.  | Wohnhochhaus mit Handel und Dienstleistungen  | Fischerinsel 9 (Lage)                                             | Mitte                 | 64,6      | 21            | 1972                | | |                                                                                                |
| 56.  | Wohnhochhaus mit Handel und Dienstleistungen  | Fischerinsel 1 (Lage)                                             | Mitte                 | 64,5      | 21            | 1972                | | |                                                                                                |
| 56.  | Wohnhochhaus mit Handel und Dienstleistungen  | Fischerinsel 10 (Lage)                                            | Mitte                 | 64,5      | 21            | 1972                | | |                                                                                                |
| 58.  | Wohnhochhaus mit Handel und Dienstleistungen  | Fischerinsel 6 (Lage)                                             | Mitte                 | 64,3      | 21            | 1972                | | |                                                                                                |
| 59.  | LIESE (Lichtenberger Riese)                   | Frankfurter Allee 218 (Lage)                                      | Lichtenberg           | 64        | 22            | 2022                | BE Berlin GmbH | Wohnhochhaus der HOWOGE mit insgesamt 394 Wohnungen und rund 2.800 m² Gewerbefläche. Die offizielle Einweihung erfolgte am 27. Juni 2022 in Anwesenheit der damaligen amtierenden Berliner Bürgermeisterin Franziska Giffey. Als Besonderheit hat die HoWoGe die Aufstellung von kleinen Windrädern auf jeder Ecke des Daches mitplanen lassen, die Masthalterungen aus Beton wurden bereits aufgebracht. Für den Betrieb erteilte die Senatsverwaltung keine Erlaubnis, also wurden sie nicht montiert (Stand Dezember 2024). |                                                                                                |
| 59.  | Bürohochhaus (Quartier am Rathauspark)        | Stefan-Heym-Platz 1 (Lage)                                        | Lichtenberg           | 64        | 18            | 2021                | BE Berlin GmbH | Bürohochhaus im autofreien Quartier am Rathauspark der HOWOGE Die Bauherrin hatte geplant, auf allen vier Ecken des HH je ein kleines Windrad zu installieren, das wurde jedoch vom Senat aus Sicherheitsgründen abgelehnt. | Rechts das neue Hochhaus                                                                       |
| 59.  | Wohnhochhaus                                  | Theodor-Loos-Weg 51 (Lage)                                        | Gropiusstadt          | 64        | 20            | 2021                | Eike Becker Architekten | Wohnhochhaus des BWV |                                                                                                |
| 59.  | Wohnhochhaus (Gustavo-Haus)                   | Franz-Jacob-Straße 1/3 (Lage)                                     | Fennpfuhl             | 64        | 21            |                     | | Doppelhochhaus Typ WHH GT 18/21 |                                                                                                |
| 59.  | altes GSW- Hochhaus                           | Charlottenstraße 4 (Lage)                                         | Kreuzberg             | 64        | 17            | 1958–1961           | Paul Schwebes & Schoßberger, Herbert Noth | |                                                                                                |
| 59.  | Wohnhochhaus                                  | Alfred-Randt-Straße 11/13 (Lage)                                  | Köpenick              | 64        | 21            |                     | | Doppelhochhaus Typ WHH GT 18/21 |                                                                                                |
| 59.  | Wohnhochhaus                                  | Allee der Kosmonauten 200/202 (Lage)                              | Marzahn               | 64        | 21            |                     | | Doppelhochhaus Typ WHH GT 18/21 |                                                                                                |
| 59.  | Wohnhochhaus                                  | Am Tierpark 64/66 (Lage)                                          | Friedrichsfelde       | 64        | 21            |                     | | Doppelhochhaus Typ WHH GT 18/21 | Doppel-HH, Am Tierpark 64/66                                                                   |
| 59.  | Wohnhochhaus                                  | Amanlisweg 10/12 (Lage)                                           | Marzahn               | 64        | 21            |                     | | Doppelhochhaus Typ WHH GT 18/21 |                                                                                                |
| 59.  | Wohnhochhaus                                  | Coppistraße 10/12 (Lage)                                          | Lichtenberg           | 64        | 21            |                     | | Doppelhochhaus Typ WHH GT 18/21 |                                                                                                |
| 59.  | Wohnhochhaus                                  | Frankfurter Allee 172/174 (Lage)                                  | Lichtenberg           | 64        | 21            |                     | | Doppelhochhaus Typ WHH GT 18/21 Um den eigentlichen Baukörper wurden im unteren Bereich nach 1990 Anbauten hinzugefügt. Hier befindet sich das Kundenzentrum der Howoge. | Doppel-HH, Frankfurter Allee 172/174                                                           |
| 59.  | Wohnhochhaus                                  | Franz-Mehring-Platz 2/3 (Lage)                                    | Friedrichshain        | 64        | 21            | 1973                | Heinz Mehlan | Doppelhochhaus Typ WHH GT 18/21 mit veränderten Grundrissen als Studentenwohnheim |                                                                                                |
| 59.  | Wohnhochhaus                                  | Kienbergstraße 1/3 (Lage)                                         | Marzahn               | 64        | 21            |                     | | Doppelhochhaus Typ WHH GT 18/21 |                                                                                                |
| 59.  | Wohnhochhaus                                  | Landsberger Allee 175/177 (Lage)                                  | Fennpfuhl             | 64        | 21            |                     | | Doppelhochhaus Typ WHH GT 18/21, im Erdgeschoss befindet sich eine Bar (Joker’s) |                                                                                                |
| 59.  | Wohnhochhaus                                  | Märkische Allee 280/282 (Lage)                                    | Marzahn               | 64        | 21            |                     | | Doppelhochhaus Typ WHH GT 18/21 |                                                                                                |
| 59.  | Wohnhochhaus                                  | Max-Herrmann-Straße 2/4 (Lage)                                    | Marzahn               | 64        | 21            | 1985                | | Doppelhochhaus Typ WHH GT 18/21 |                                                                                                |
| 59.  | Wohnhochhaus                                  | Müggelschlößchenweg 36/38 (Lage)                                  | Köpenick              | 64        | 21            |                     | | Doppelhochhaus Typ WHH GT 18/21 |                                                                                                |
| 59.  | Wohnhochhaus                                  | Poelchaustraße 2/4 (Lage)                                         | Marzahn               | 64        | 21            |                     | | Doppelhochhaus Typ WHH GT 18/21 | HH Poelchaustraße 2/4, vorn rechts                                                             |
| 59.  | Wohnhochhaus                                  | Raoul-Wallenberg-Straße 40/42 (Lage)                              | Marzahn               | 64        | 21            |                     | | Doppelhochhaus Typ WHH GT 18/21 |                                                                                                |
| 59.  | Wohnhochhaus                                  | Schulze-Boysen-Straße 35/37 (Lage)                                | Lichtenberg           | 64        | 21            |                     | | Doppelhochhaus Typ WHH GT 18/21 |                                                                                                |
| 59.  | Wohnhochhaus                                  | Straße der Pariser Kommune 11/13 (Lage)                           | Friedrichshain        | 64        | 21            |                     | | Doppelhochhaus Typ WHH GT 18/21 |                                                                                                |
| 59.  | Wohnhochhaus                                  | Straße der Pariser Kommune 21/23, Ecke Rüdersdorfer Straße (Lage) | Friedrichshain        | 64        | 21            |                     | | Doppelhochhaus Typ WHH GT 18/21 |                                                                                                |
| 59.  | Tiergartentower im KPM-Quartier               | Straße des 17. Juni 106 (Lage)                                    | Charlottenburg        | 64        | 17            | 2005                | Laurids Ortner | Hauptmieter: Novotel |                                                                                                |
| 82.  | Wohnhochhaus                                  | Alt-Friedrichsfelde 67/68 (Lage)                                  | Friedrichsfelde       | 63,9      | 21            |                     | | Doppelhochhaus Typ WHH GT 18/21 |                                                                                                |
| 82.  | Wohnhochhaus                                  | Dolgenseestraße 21/22 (Lage)                                      | Friedrichsfelde       | 63,9      | 21            |                     | | Doppelhochhaus Typ WHH GT 18/21 |                                                                                                |
| 84.  | Wohnhochhaus                                  | Möllendorffstraße 74/75 (Lage)                                    | Fennpfuhl             | 63,8      | 21            |                     | | Doppelhochhaus Typ WHH GT 18/21 |                                                                                                |
| 85.  | Wohnhochhaus                                  | Landsberger Allee 221/223 (Lage)                                  | Alt- Hohenschönhausen | 63,7      | 21            |                     | | Doppelhochhaus Typ WHH GT 18/21 |                                                                                                |
| 85.  | Wohnhochhaus                                  | Hanns-Eisler-Straße 2/4 (Lage)                                    | Prenzlauer Berg       | 63,7      | 21            |                     | | Doppelhochhaus Typ WHH GT 18/21 |                                                                                                |
| 85.  | Wohnhochhaus                                  | Pieskower Weg 52/54 (Lage)                                        | Prenzlauer Berg       | 63,7      | 21            |                     | | Doppelhochhaus Typ WHH GT 18/21 |                                                                                                |
| 88.  | Wohnhochhaus                                  | Seefelder Straße 48/50 (Lage)                                     | Alt- Hohenschönhausen | 63,6      | 21            |                     | | Doppelhochhaus Typ WHH GT 18/21 |                                                                                                |
| 88.  | Wohnhochhaus                                  | Rudolf-Seiffert-Straße 31/33 (Lage)                               | Fennpfuhl             | 63,6      | 21            |                     | | Doppelhochhaus Typ WHH GT 18/21 |                                                                                                |
| 90.  | Wohnhochhaus                                  | Erich-Kurz-Straße 5/7 (Lage)                                      | Friedrichsfelde       | 63,1      | 21            |                     | | Doppelhochhaus Typ WHH GT 18/21 |                                                                                                |
| 91.  | Wohnhochhaus                                  | Friedrich-Kayßler-Weg 1 (Lage)                                    | Gropiusstadt          | 63        | 21            | 2023                | S&P Sahlmann | Wohnhochhaus der Degewo |                                                                                                |
| 91.  | Wohnhochhaus                                  | Landsberger Allee 273/275 (Lage)                                  | Alt- Hohenschönhausen | 63        | 21            |                     | | Doppelhochhaus Typ WHH GT 18/21 |                                                                                                |
| 91.  | Living Levels                                 | Mühlenstraße 60 (Lage)                                            | Friedrichshain        | 63        | 14            | 2015                | Architekturbüro nps tchoban voss | Wohnhochhaus an der East Side Gallery. |                                                                                                |
| 91.  | Narva-Turm in der Oberbaum City               | Rotherstraße 11 (Lage)                                            | Friedrichshain        | ca. 42 63 | 10 16         | 1906–1912 1963 2000 | Theodor Kampffmeyer (Lampentestraum) Glaskubus von Schweger & Partner | zuerst Deutsche Gasglühlicht (Haus 3); später Osram, Werk D; danach VEB Berliner Glühlampenwerk „Rosa Luxemburg“ Der eigentliche Hochhausbau war das unter dem Glaswürfel erhaltene Bauwerk. In einer Quelle aus dem Jahr 1929 heißt es „Der erste Wolkenkratzer in Berlin. 11 Stock über und 3 Stock unter der Erde.“ Der dreietagige drehbare Glaswürfel wurde 1963 in der DDR-Zeit aufgesetzt und diente für Lampentests, gleichzeitig war er auch ein Werbeträger für die Narva-Lampen.                                    |                                                                                                |
| 95.  | Wohnhochhaus mit Handel und Dienstleistungen  | Fischerinsel 4/5 (Lage)                                           | Mitte                 | 62,9      | 21            | 1972                | | Doppelhochhaus Typ WHH GT 18/21 |                                                                                                |
| 96.  | Borsigturm                                    | Am Borsigturm 11 (Lage)                                           | Tegel                 | 62,65     |               | 1922–1924           | Eugen Schmohl | Gilt als das erste Hochhaus Berlins |                                                                                                |
| 97.  | Wohnhochhaus                                  | Franz-Jacob-Straße 12/14 (Lage)                                   | Fennpfuhl             | 62,6      | 21            |                     | | Doppelhochhaus Typ WHH GT 18/21, im Erdgeschoss ein Panoramacafé |                                                                                                |
| 98.  | Verwaltungshochhaus                           | Württembergische Straße 6 (Lage)                                  | Wilmersdorf           | 62,5      | 18            | 1954–1956           | Werry Roth | Hauptsitz der Senatsverwaltung für Stadtentwicklung und Wohnen |                                                                                                |
| 99.  | Wohnhochhaus                                  | Weißenseer Weg 1/2 (Lage)                                         | Fennpfuhl             | 62,4      | 21            |                     | | Doppelhochhaus Typ WHH GT 18/21 | Das Hochhaus befindet sich zwischen der Straßenbahn und dem Jugendclub ’Tube’; „angeschnitten“ |
| 100. | Wohnhochhaus                                  | Rhinstraße 2/4 (Lage)                                             | Friedrichsfelde       | 62,2      | 21            |                     | | Doppelhochhaus Typ WHH GT 18/21 |                                                                                                |
| 101. | Wohnhochhaus                                  | Hildburghauser Straße 28 (Lage)                                   | Marienfelde           | 61,7      | 21            |                     | | |                                                                                                |
| 102. | Wohnhochhaus                                  | Zingster Straße 15 (Lage)                                         | Neu- Hohenschönhausen | 61,6      | 20            |                     | | Hochhaus Typ WHH GT 84/85 |                                                                                                |
| 102. | Wohnhochhaus                                  | Zingster Straße 21 (Lage)                                         | Neu- Hohenschönhausen | 61,6      | 20            |                     | | Hochhaus Typ WHH GT 84/85 Im Bild das erste von links. |                                                                                                |
| 102. | Wohnhochhaus                                  | Zingster Straße 23 (Lage)                                         | Neu- Hohenschönhausen | 61,6      | 20            |                     | | Hochhaus Typ WHH GT 84/85 Im Bild das zweite von links. |                                                                                                |
| 102. | Wohnhochhaus                                  | Zingster Straße 25 (Lage)                                         | Neu- Hohenschönhausen | 61,6      | 20            |                     | | Hochhaus Typ WHH GT 84/85 Im Bild das dritte von links. |                                                                                                |
| 106. | Wohnhochhaus                                  | Lichtenberger Straße 40 (Lage)                                    | Friedrichshain        | 61,1      | 20            |                     | | Hochhaus Typ WHH GT 84/85 |                                                                                                |
| 107. | Wohnhochhaus                                  | Marzahner Promenade 12 (Lage)                                     | Marzahn               | 61        | 20            |                     | | Hochhaus Typ WHH GT 84/85 Im Hintergrund des Bildes ist das rechte Hochhaus die Nummer 12. |                                                                                                |
| 107. | Wohnhochhaus                                  | Marzahner Promenade 14 (Lage)                                     | Marzahn               | 61        | 20            |                     | | Hochhaus Typ WHH GT 84/85 Das Bild zeigt im Vordergrund das zu DDR-Zeiten errichtete Kaufhaus Marzahner Tor, nach 1990 abgerissen und durch Eastgate ersetzt. Links im Hintergrund ist das Hochhaus mit der Nummer 14 zu sehen. |                                                                                                |
| 107. | Sofitel, Kurfürstendamm                       | Joachimsthaler Straße 33–35 / Augsburger Straße 39/41/43 (Lage)   | Charlottenburg        | 61        | 18            | 2004                | Jan Kleihues | ehemals Hotel Concorde |                                                                                                |
| 110. | Wohnhochhaus                                  | Prendener Straße 30 (Lage)                                        | Neu- Hohenschönhausen | 60,5      | 21            |                     | | Hochhaus Typ WHH GT 84/85 |                                                                                                |
| 111. | Wohnhochhaus                                  | Grevesmühlener Straße 10 (Lage)                                   | Neu- Hohenschönhausen | 60,4      | 21            |                     | | Hochhaus Typ WHH GT 84/85 |                                                                                                |
| 112. | WATERKANT Wohnhochhaus                        | Daumstraße 205 (Lage)                                             | Haselhorst            | 60        | 16            | 2022                | Eike Becker Architekten | Wohnhochhaus der Gewobag |                                                                                                |
| 112. | The Westlight                                 | Budapester Straße 35 (Lage)                                       | Charlottenburg        | 60        | 15            | 2020                | Grüntuch Ernst Architekten | |                                                                                                |
| 112. | Wohnhochhaus                                  | Storkower Straße 108 (Lage)                                       | Prenzlauer Berg       | 60        | 21            |                     | | Hochhaus Typ WHH GT 84/85 mit gezacktem Grundriss, an der Ecke zur Kniprodestraße, um 1988 errichtet |                                                                                                |
| 112. | Wohnhochhaus                                  | Lilli-Henoch-Straße 19 (Lage)                                     | Prenzlauer Berg       | 60        | 20            |                     | | Hochhaus Typ WHH GT 84/85 | Lilli-Henoch-Straße 19, rechts                                                                 |
| 112. | Wohnturm Spandauer Berg                       | Akazienallee 35–39 (Lage)                                         | Westend               | 60        | 15            | 1909–1910           | Heinrich Seeling | Ehemaliger Wasserturm Spandauer Berg, 2011 in Wohnturm umgebaut. Steht unter Denkmalschutz. |                                                                                                |
| 112. | Neues Kranzler Eck                            | Kurfürstendamm 21/22 (Lage)                                       | Charlottenburg        | 60        | 16            | 2000                | Helmut Jahn | |                                                                                                |
| 112. | Motel One                                     | Grunerstraße 11, (Lage)                                           | Mitte                 | 60        | 19            | 2017                | | |                                                                                                |
| 112. | TwinTowers, Turm 1                            | Fanny-Zobel-Straße 11 Mediaspree (Alt-Treptow) (Lage)             | Alt-Treptow           | 60        | 15            | 1997–1998           | Kieferle & Partner | |                                                                                                |
| 112. | TwinTowers, Turm 2                            | Fanny-Zobel-Straße 9 (Lage)                                       | Alt-Treptow           | 60        | 15            | 1997–1998           | Kieferle & Partner | |                                                                                                |
| 121. | Excelsiorhaus                                 | Stresemannstraße 74/76 (Lage)                                     | Kreuzberg             | 59,7      | 18            | 1960er              | Heinrich Sobotka, Gustav Müller | bietet 500 Wohnungen |                                                                                                |
| 122. | Wohnhochhaus                                  | Hugo-Heimann-Straße 14 (Lage)                                     | Gropiusstadt          | 58,7      | 20            | 1968–1970           | GEHAG-Planungsabteilung | |                                                                                                |
| 123. | Wohnhochhaus                                  | Hugo-Heimann-Straße 16 (Lage)                                     | Gropiusstadt          | 58,5      | 20            | 1968–1970           | GEHAG-Planungsabteilung | |                                                                                                |
| 123. | Verwaltungshochhaus der Disconto-Bank         | Otto-Suhr-Allee 16 (Lage)                                         | Charlottenburg        | 58,5      | 15            | 1966–1967           | Günter Hönow | heute Deutsche Bank |                                                                                                |
| 125. | Wohnhochhaus                                  | Hugo-Heimann-Straße 18 (Lage)                                     | Gropiusstadt          | 58,2      | 20            | 1968–1970           | GEHAG-Planungsabteilung | |                                                                                                |
| 126. | Zentrum am Zoo                                | Hardenbergplatz 2 (Lage)                                          | Charlottenburg        | 57,05     | 16            | 1955–1957           | Paul Schwebes & Schoßberger | Das Gebäude steht unter Denkmalschutz. |                                                                                                |
| 127. | Fritz Tower                                   | Lehrter Straße 24B (Lage)                                         | Mitte                 | 57        | 18            | 2019–2020           | Sauerbruch Hutton Architekten, Cramer Neumann Architekten, Nöfer Architekten, Hilmer Sattler, Architekten Ahlers Albrecht, Tchoban Voss Architekten, Meyer Grosse Hebestreit Sommerer Architekten, KSV Krüger Schuberth Vandreike Architekten, Nedelykov Moreira Architekten | Teil des Neubaugebietes „Mittenmang“ |                                                                                                |
| 127. | Wernerwerk-Hochhaus                           | Siemensdamm 50–54 (Lage)                                          | Siemensstadt          | 57        |               | 1929–1930           | Hans Hertlein | |                                                                                                |
| 129. | Haus des Lehrers                              | Alexanderstraße 9 (Lage)                                          | Mitte                 | 56,4      | 13            | 1964                | Hermann Henselmann | |                                                                                                |
| 130. | Corbusierhaus                                 | Flatowallee 16 (Lage)                                             | Westend               | 56        | 19            | 1956–1959           | Le Corbusier | Errichtet im Rahmen der IBA 57. Steht unter Denkmalschutz. |                                                                                                |
| 130. | Seeturm                                       | Eiswerderstraße 8 (Lage)                                          | Hakenfelde            | 56        | 16            | 2001                | | |                                                                                                |
| 132. | Wohnhochhaus mit Handel und Dienstleistung    | Spandauer Straße 2 (Lage)                                         | Mitte                 | 55,9      | 17            |                     | | |                                                                                                |
| 133. | Bürohochhaus (Equalizer Berlin)               | Landgrafenstr. 3-4                                                | Tiergarten            | 55,87     | 14            | 2026                | | |                                                                                                |
| 134. | Allianz-Hochhaus                              | Joachimsthaler Straße 12 (Lage)                                   | Charlottenburg        | 55,8      | 13            | 1955                | Paul Schwebes, Alfred Gunzenhauser | Das Gebäude steht unter Denkmalschutz. |                                                                                                |
| 135. | Hotel Sylter Hof                              | Kurfürstenstraße 115 (Lage)                                       | Schöneberg            | 55,7      | 19            |                     | | |                                                                                                |
| 136. | Wohnhochhaus                                  | Dolgenseestraße 40 (Lage)                                         | Friedrichsfelde       | 55,6      | 18            |                     | | Hochhaus Typ WHH GT 18 |                                                                                                |
| 137. | Rathaus Mitte                                 | Karl-Marx-Allee 31 (Lage)                                         | Mitte                 | 55,5      | 14            | 1998                | Jan-Christoph Bassenge, Johannes Heinrich, Kay Puhan-Schulz | Teil eines Baudenkmalensembles, angelehnt an das an gleicher Stelle zuvor abgerissene Hotel Berolina |                                                                                                |
| 138. | Wohnhochhaus                                  | Prenzlauer Berg 17 (Lage)                                         | Prenzlauer Berg       | 55,4      | 18            | 1973                | | Hochhaus Typ WHH GT 18 |                                                                                                |
| 138. | Wohnhochhaus                                  | Arendsweg 1 (Lage)                                                | Alt- Hohenschönhausen | 55,4      | 18            |                     | | Hochhaus Typ WHH GT 18, vom Eigentümer als Nordic Tower vermarktet |                                                                                                |
| 138. | Wohnhochhaus                                  | Landsberger Allee 130 (Lage)                                      | Fennpfuhl             | 55,4      | 18            |                     | | Hochhaus Typ WHH GT 18 |                                                                                                |
| 141. | Wohnhochhaus                                  | Massower Straße 13 (Lage)                                         | Friedrichsfelde       | 55,3      | 18            |                     | | Hochhaus Typ WHH GT 18 |                                                                                                |
| 142. | Wohnhochhaus                                  | Dolgenseestraße 41 (Lage)                                         | Friedrichsfelde       | 55,2      | 18            |                     | | Hochhaus Typ WHH GT 18 |                                                                                                |
| 142. | Wohnhochhaus                                  | Dolgenseestraße 43 (Lage)                                         | Friedrichsfelde       | 55,2      | 18            |                     | | Hochhaus Typ WHH GT 18 |                                                                                                |
| 142. | Wohnhochhaus                                  | Sewanstraße 233 (Lage)                                            | Friedrichsfelde       | 55,2      | 18            |                     | | Hochhaus Typ WHH GT 18 | HH Sewanstraße 233                                                                             |
| 142. | Wohnhochhaus                                  | Frankfurter Allee 154 (Lage)                                      | Lichtenberg           | 55,2      | 18            |                     | | Hochhaus Typ WHH GT 18 | Wohnhaus FA 154                                                                                |
| 146. | Wohnhochhaus                                  | Andreasstraße 22 (Lage)                                           | Friedrichshain        | 55,1      | 18            |                     | | Hochhaus Typ WHH GT 18 |                                                                                                |
| 146. | Wohnhochhaus                                  | Erich-Kurz-Straße 13 (Lage)                                       | Friedrichsfelde       | 55,1      | 18            |                     | | Hochhaus Typ WHH GT 18 |                                                                                                |
| 148. | Wohnhochhaus                                  | Altenhofer Straße 30 (Lage)                                       | Alt- Hohenschönhausen | 55        | 18            |                     | | Hochhaus Typ WHH GT 18; stand nach 1990 einige Jahre leer, weil ein Abriss vorgesehen war, um 1998 herum aber saniert und gedämmt |                                                                                                |
| 148. | Wohnhochhaus                                  | Altenhofer Straße 40 (Lage)                                       | Alt- Hohenschönhausen | 55        | 18            |                     | | Hochhaus Typ WHH GT 18; stand nach 1990 einige Jahre leer, weil ein Abriss vorgesehen war; um 1998 herum aber saniert und gedämmt |                                                                                                |
| 148. | Wohnhochhaus Flower-Tower                     | Allee der Kosmonauten 145 (Lage)                                  | Marzahn               | 55        | 18            |                     | | Hochhaus Typ WHH GT 18 |                                                                                                |
| 148. | Wohnhochhaus                                  | Alt-Friedrichsfelde 23 (Lage)                                     | Friedrichsfelde       | 55        | 18            |                     | | Hochhaus Typ WHH GT 18 |                                                                                                |
| 148. | Wohnhochhaus                                  | Bärensteinstraße 42 (Lage)                                        | Marzahn               | 55        | 18            |                     | | Hochhaus Typ WHH GT 18 |                                                                                                |
| 148. | Wohnhochhaus                                  | Bärensteinstraße 44 (Lage)                                        | Marzahn               | 55        | 18            |                     | | Hochhaus Typ WHH GT 18 |                                                                                                |
| 148. | Wohnhochhaus                                  | Blenheimstraße 27 (Lage)                                          | Marzahn               | 55        | 18            |                     | | Hochhaus Typ WHH GT 18 |                                                                                                |
| 148. | Wohnhochhaus                                  | Bruno-Baum-Straße 22 (Lage)                                       | Marzahn               | 55        | 18            |                     | | Hochhaus Typ WHH GT 18 |                                                                                                |
| 148. | Wohnhochhaus                                  | Bruno-Baum-Straße 26 (Lage)                                       | Marzahn               | 55        | 18            |                     | | Hochhaus Typ WHH GT 18 |                                                                                                |
| 148. | Wohnhochhaus                                  | Ludwig-Renn-Straße 31 (Lage)                                      | Marzahn               | 55        | 18            |                     | | Hochhaus Typ WHH GT 18 |                                                                                                |
| 148. | Wohnhochhaus                                  | Ludwig-Renn-Straße 32 (Lage)                                      | Marzahn               | 55        | 18            |                     | | Hochhaus Typ WHH GT 18 |                                                                                                |
| 148. | Wohnhochhaus                                  | Ludwig-Renn-Straße 33 (Lage)                                      | Marzahn               | 55        | 18            |                     | | Hochhaus Typ WHH GT 18 Im Bild links im Hintergrund. |                                                                                                |
| 148. | Wohnhochhaus                                  | Marzahner Promenade 32 (Lage)                                     | Marzahn               | 55        | 18            |                     | | Hochhaus Typ WHH GT 18 |                                                                                                |
| 148. | Wohnhochhaus                                  | Marzahner Promenade 39 (Lage)                                     | Marzahn               | 55        | 18            |                     | | Hochhaus Typ WHH GT 18 |                                                                                                |
| 148. | Wohnhochhaus                                  | Marzahner Promenade 44 (Lage)                                     | Marzahn               | 55        | 18            |                     | | Hochhaus Typ WHH GT 18 |                                                                                                |
| 148. | Wohnhochhaus                                  | Marzahner Promenade 49 (Lage)                                     | Marzahn               | 55        | 18            |                     | | Hochhaus Typ WHH GT 18 |                                                                                                |
| 148. | Wohnhochhaus                                  | Mehrower Allee 36 (Lage)                                          | Marzahn               | 55        | 18            | 1982                | | Hochhaus Typ WHH GT 18 |                                                                                                |
| 148. | Wohnhochhaus                                  | Mehrower Allee 50 (Lage)                                          | Marzahn               | 55        | 18            | 1982                | | Hochhaus Typ WHH GT 18 |                                                                                                |
| 148. | Wohnhochhaus                                  | Poelchaustraße 32 (Lage)                                          | Marzahn               | 55        | 18            |                     | | Hochhaus Typ WHH GT 18 | HH Poelchaustraße 32, im Hintergrund rechts                                                    |
| 148. | Wohnhochhaus                                  | Scheibenbergstraße 23 (Lage)                                      | Marzahn               | 55        | 18            |                     | | Hochhaus Typ WHH GT 18 |                                                                                                |
| 148. | Wohnhochhaus                                  | Sella-Hasse-Straße 23 (Lage)                                      | Marzahn               | 55        | 18            |                     | | Hochhaus Typ WHH GT 18 |                                                                                                |
| 169. | Wohnhochhaus                                  | Einbecker Straße 101 (Lage)                                       | Friedrichsfelde       | 54,9      | 18            |                     | | Hochhaus Typ WHH GT 18 |                                                                                                |
| 169. | Wohnhochhaus                                  | Dathepromenade 3 (Lage)                                           | Friedrichsfelde       | 54,9      | 18            |                     | | Hochhaus Typ WHH GT 18 | HH Dathepromenade 3                                                                            |
| 171. | Wohnhochhaus                                  | Andreasstraße 20 (Lage)                                           | Friedrichshain        | 54,6      | 18            |                     | | Hochhaus Typ WHH GT 18 |                                                                                                |
| 171. | Wohnhochhaus                                  | Holzmarktstraße 69 (Lage)                                         | Mitte                 | 54,6      | 18            |                     | | Hochhaus Typ WHH GT 18 |                                                                                                |
| 173. | Wohnhochhaus                                  | Prenzlauer Berg 18 (Lage)                                         | Prenzlauer Berg       | 54,5      | 18            |                     | | Hochhaus Typ WHH GT 18 |                                                                                                |
| 173. | Wohnhochhaus                                  | Holzmarktstraße 75 (Lage)                                         | Mitte                 | 54,5      | 18            |                     | | Hochhaus Typ WHH GT 18 |                                                                                                |
| 175. | Wohnhochhaus                                  | Holzmarktstraße 73 (Lage)                                         | Mitte                 | 54,3      | 18            |                     | | Hochhaus Typ WHH GT 18 |                                                                                                |
| 176. | Wohnhochhaus                                  | Dieselstraße 17 (Lage)                                            | Neukölln              | 54,2      | 19            |                     | | |                                                                                                |
| 177. | Wohnhochhaus                                  | Frankfurter Allee 150 (Lage)                                      | Lichtenberg           | 53,8      | 18            |                     | | Hochhaus Typ WHH GT 18 | zentriertWohnhaus FA 150                                                                       |
| 178. | Wohnhochhaus                                  | Landsberger Allee 180 (Lage)                                      | Fennpfuhl             | 53,6      | 18            |                     | | Hochhaus Typ WHH GT 18, im Eigentum der WGLi |                                                                                                |
| 179. | Wohnhochhaus mit Handel und Dienstleistung    | Lützowufer 27 (Lage)                                              | Tiergarten            | 53,3      | 18            |                     | | |                                                                                                |
| 180. | Wohnhochhaus                                  | Sonnenallee 281 (Lage)                                            | Neukölln              | 53,1      | 19            |                     | | |                                                                                                |
| 181. | Wohnhochhaus                                  | Bartningallee 5 (Lage)                                            | Hansaviertel          | 53,0      | 17            | 1956–1959           | Luciano Baldessari | Errichtet im Rahmen der IBA 57. Steht unter Denkmalschutz. |                                                                                                |
| 182. | Wohnhochhaus                                  | Klopstockstraße 2 (Lage)                                          | Hansaviertel          | 52,6      | 18            | 1955–1957           | Klaus Müller-Rehm, Gerhard Siegmann | Errichtet im Rahmen der IBA 57. Steht unter Denkmalschutz. |                                                                                                |
| 183. | Wohnhochhaus                                  | Falkenberger Chaussee 91 (Lage)                                   | Neu- Hohenschönhausen | 52,3      | 17            |                     | | Hochhaus Typ WHH GT 84/85 |                                                                                                |
| 184. | Wohnhochhaus mit Handel und Dienstleistungen  | Prendener Straße 28 (Lage)                                        | Neu- Hohenschönhausen | 52,2      | 16            |                     | | Hochhaus Typ WHH GT 84/85 |                                                                                                |
| 185. | Wohnhochhaus („Spindel-Haus“)                 | Sollmannweg 2 (Lage)                                              | Gropiusstadt          | 52,1      | 22            | 1970–1973           | Klaus Müller-Rehm | |                                                                                                |
| 186. | Wohnhochhaus                                  | Baikalstraße 21 (Lage)                                            | Friedrichsfelde       | 52        | 17            |                     | Josef Kaiser | Hochhaus Typ WHH 17 |                                                                                                |
| 186. | Wohnhochhaus                                  | Rummelsburger Straße 37 (Lage)                                    | Friedrichsfelde       | 52        | 17            |                     | Josef Kaiser | Hochhaus Typ WHH 17 |                                                                                                |
| 186. | Wohnhochhaus                                  | Schillingstraße 30 (Lage)                                         | Mitte                 | 52        | 17            | 1966                | Josef Kaiser | Hochhaus Typ WHH 17 |                                                                                                |
| 186. | Wohnhochhaus                                  | Singerstraße 83 (Lage)..                                          | Friedrichshain        | 52        | 17            |                     | Josef Kaiser | Hochhaus Typ WHH 17 |                                                                                                |
| 186. | Wohnhochhaus                                  | Volkradstraße 8 (Lage)                                            | Friedrichsfelde       | 52        | 17            |                     | Josef Kaiser | Hochhaus Typ WHH 17 |                                                                                                |
| 186. | Wohnhochhaus                                  | Bartningallee 7 (Lage)                                            | Hansaviertel          | 52        | 16            | 1960                | Johannes H. van den Broek, Jacob Bakema | errichtet im Rahmen der IBA 57; steht unter Denkmalschutz. |                                                                                                |
| 192. | Wohnhochhaus                                  | Eugen-Bolz-Kehre 4 (Lage)                                         | Gropiusstadt          | 51,9      | 18            |                     | | |                                                                                                |
| 192. | Wohn- und Geschäftshochhaus                   | Lietzenburger Straße 1 (Lage)                                     | Schöneberg            | 51,9      | 18            |                     | | |                                                                                                |
| 192. | Wohnhochhaus                                  | Mudrastraße 29 (Lage)                                             | Lankwitz              | 51,9      | 18            | 1967–1968           | Felix Hinssen | |                                                                                                |
| 195. | Wohnhochhaus                                  | Danziger Straße 109 (Lage)                                        | Prenzlauer Berg       | 51,6      | 17            |                     | | Doppelhochhaus Typ WHH GT 84/85 |                                                                                                |
| 195. | Wohnhochhaus                                  | Lichtenberger Straße 41 (Lage)                                    | Friedrichshain        | 51,6      | 17            |                     | | Hochhaus Typ WHH GT 84/85 |                                                                                                |
| 197. | Verwaltungshochhaus Bezirksamt Lichtenberg    | Alt-Friedrichsfelde 60 (Lage)                                     | Friedrichsfelde       | 51,5      | 17            |                     | | |                                                                                                |
| 198. | Wohnhochhaus                                  | Lilli-Henoch-Straße 17 (Lage)                                     | Prenzlauer Berg       | 51,3      | 17            |                     | | Hochhaus Typ WHH GT 84/85 | Lilli-Henoch-Straße 17, links                                                                  |
| 199. | Wohnhochhaus                                  | Tirschenreuther Ring 73 (Lage)                                    | Marienfelde           | 51,1      | 18            |                     | | |                                                                                                |
| 200. | Wohnhochhaus                                  | Bartningallee 11/13 (Lage)                                        | Hansaviertel          | 51        | 16            | 1956–1957           | Raymond Lopez, Eugène Beaudouin | Errichtet im Rahmen der IBA 57. Steht unter Denkmalschutz. |                                                                                                |
| 200. | Wohnhochhaus                                  | Bartningallee 16 (Lage)                                           | Hansaviertel          | 51        | 16            | 1956–1958           | Hans Schwippert | Errichtet im Rahmen der IBA 57. Steht unter Denkmalschutz. |                                                                                                |
| 202. | Schering-Hochhaus                             | Müllerstraße 178 (Lage)                                           | Wedding               | 50,9      | 15            | 1975                | Kiemle, Kreidt und Partner | |                                                                                                |
| 203. | Wohnhochhaus                                  | Lindenstraße 112 (Lage)                                           | Kreuzberg             | 50,2      | 20            |                     | | |                                                                                                |
| 204. | Oasis                                         | Altonaer Straße 33 (Lage)                                         | Hansaviertel          | 50        | 15            | 2020                | Staab Architekten | |                                                                                                |
| 204. | Mercedes-Benz-Hochhaus                        | Mühlenstraße 30 (Lage)                                            | Friedrichshain        | 50        | 13            | 2013                | Gewers & Pudewill | Unternehmenszentrale des Mercedes-Benz Vertrieb Deutschland |                                                                                                |
| 204. | 50Hertz Zentrale                              | Heidestraße 2 (Lage)                                              | Moabit                | 50        | 15            | 2016                | Architekturbüro LOVE architecture and urbanism | Sitz der 50Hertz Transmission GmbH |                                                                                                |
| 204. | Havelperle                                    | Hugo-Cassirer-Straße 11 (Lage)                                    | Hakenfelde            | 50        | 16            | 2018                | PROJECT Immobilien | 76 Eigentumswohnungen |                                                                                                |

### Hochhäuser ohne bekannte Höhe
|      | Name                         | Lage                                                              | Ortsteil           | Vollgeschosse | Baujahr       | Architekten                     | Bemerkungen                                       | Foto                                                                        |
| ---- | ---------------------------- | ----------------------------------------------------------------- | ------------------ | ------------- | ------------- | ------------------------------- | ------------------------------------------------- | --------------------------------------------------------------------------- |
| 206. | Wohnhochhaus                 | Graetschelsteig 26 (Lage)                                         | Wilhelmstadt       | 24            | 1965–1966     | Felix Hedinger                  | Gewobag, 199 WE                                   |                                                                             |
| 207. | Wohnhochhaus                 | Loschwitzer Weg 4 (Lage)                                          | Staaken            | 22            | ab 1971       | Klaus Müller-Rehm               | Rudolf Wissell Siedlung                           |                                                                             |
| 207. | Wohnhochhaus                 | Magistratsweg 10 (Lage)                                           | Staaken            | 22            | ab 1971       | Klaus Müller-Rehm               | Rudolf Wissell Siedlung                           |                                                                             |
| 207. | Wohnhochhaus                 | Obstallee 24 (Lage)                                               | Staaken            | 22            | ab 1971       | Klaus Müller-Rehm               | Rudolf Wissell Siedlung                           |                                                                             |
| 207. | Wohnhochhaus                 | Obstallee 26 (Lage)                                               | Staaken            | 22            | ab 1971       | Klaus Müller-Rehm               | Rudolf Wissell Siedlung                           |                                                                             |
| 207. | Wohnhochhaus                 | Obstallee 32 (Lage)                                               | Staaken            | 22            | ab 1971       | Klaus Müller-Rehm               | Rudolf Wissell Siedlung                           |                                                                             |
| 207. | Wohnhochhaus                 | Celsiusstraße 56 (Lage)                                           | Lichterfelde       | 22            |               |                                 | Thermometersiedlung                               |                                                                             |
| 213. | Wohnhochhaus                 | Angerburger Allee 47/49 (Lage)                                    | Westend            | 21            | 1968–1970     | Werner Düttmann                 |                                                   | Wohnhochhaus, Werner Düttmann 1968–1970 in Berlin Westend an der Heerstraße |
| 213. | Wohnhochhaus                 | Zabel-Krüger-Damm 50/52 (Lage)                                    | Waidmannslust      | 21            | 1969–1971     | Hans Scharoun                   |                                                   |                                                                             |
| 215. | Wohnhochhaus                 | Senftenberger Ring 80/82/84/86 (Lage)                             | Märkisches Viertel | 20            | 1965–1970     | Chen Kuen Lee                   | nach maßstäblicher Zeichnung Höhe ca. 59 Meter    |                                                                             |
| 215. | Wohnhochhaus                 | Zabel-Krüger-Damm 52 (Lage)                                       | Waidmannslust      | 20            | 1969–1971     | Hans Scharoun                   |                                                   |                                                                             |
| 215. | Wohnhochhaus                 | Johannisthaler Chaussee 335 (Lage)                                | Gropiusstadt       | 20            |               |                                 |                                                   |                                                                             |
| 215. | Wohnhochhaus                 | Wermuthweg 3 (Lage)                                               | Gropiusstadt       | 20            |               |                                 |                                                   |                                                                             |
| 215. | Wohnhochhaus                 | Brunsbüttler Damm 223D (Lage)                                     | Staaken            | 20            |               |                                 |                                                   |                                                                             |
| 220. | Wohnhochhaus                 | Krumme Straße 70 (Lage)                                           | Charlottenburg     | 19            |               |                                 |                                                   |                                                                             |
| 220. | Wohnhochhaus „Langer Jammer“ | Wilhelmsruher Damm 113–125 (ungerade) (Lage)                      | Märkisches Viertel | 19            | 1966–1969     | René Gagès                      | nicht verifizierbare Angaben nennen 60 Meter Höhe |                                                                             |
| 222. | Wohnhochhaus                 | Senftenberger Ring 66 (Lage)                                      | Märkisches Viertel | 18            | 1965–1970     | Chen Kuen Lee                   |                                                   |                                                                             |
| 222. | Wohnhochhaus                 | Senftenberger Ring 75/77 (Lage)                                   | Märkisches Viertel | 18            | 1965–1970     | Chen Kuen Lee                   |                                                   |                                                                             |
| 222. | Wohnhochhaus im Opernviertel | Bismarckstraße 25 (Lage)                                          | Charlottenburg     | 18            | 1966–1969     | Hans C. Müller, Georg Heinrichs |                                                   |                                                                             |
| 222. | Wohnhochhaus                 | Steglitzer Damm 8 (Lage)                                          | Steglitz           | 18            | 1966–1968     | Hans Wolff-Grohmann             |                                                   | Hochhaus Steglitzer Damm 8 Ecke Albrechtstraße                              |
| 222. | Apartmenthochhaus            | Potsdamer Straße 63 (Lage)                                        | Tiergarten         | 18            | 1969 bis 1971 | Sigrid Kressmann-Zschach        | Studentenwohnheim                                 |                                                                             |
| 222. | Wohnhochhaus                 | Westerwaldstraße 1 (Lage)                                         | Falkenhagener Feld | 18            |               |                                 |                                                   | Hochhaus in der Westerwaldstraße Nr. 1                                      |
| 222. | Wohnhochhaus                 | Imbuschweg 39 (Lage)                                              | Gropiusstadt       | 18            | 1968–1969     | Wils Ebert                      |                                                   |                                                                             |
| 222. | Wohnhochhaus                 | Imbuschweg 40 (Lage)                                              | Gropiusstadt       | 18            | 1968–1969     | Wils Ebert                      |                                                   |                                                                             |
| 222. | Wohnhochhaus Gropius-Haus    | Lipschitzallee 43/45/47/49 Fritz-Erler-Allee 112/114/116 (Lage)   | Gropiusstadt       | 18            | 1972–1973     | Walter Gropius                  |                                                   |                                                                             |
| 222. | Wohnhochhaus                 | Fahrenheitstraße 3 (Lage)                                         | Lichterfelde       | 18            |               |                                 | Thermometersiedlung                               |                                                                             |
| 222. | Wohnhochhaus                 | Osdorfer Straße 42 (Lage)                                         | Lichterfelde       | 18            |               |                                 | Thermometersiedlung                               |                                                                             |
| 222. | Wohnhochhaus                 | Osdorfer Straße 48 (Lage)                                         | Lichterfelde       | 18            |               |                                 | Thermometersiedlung                               |                                                                             |
| 222. | Wohnhochhaus                 | Kurfürstenstraße 106/107 (Lage)                                   | Schöneberg         | 18            |               |                                 |                                                   |                                                                             |
| 222. | Wohnhochhaus                 | Schluchseestraße 77 (Lage)                                        | Waidmannslust      | 18            |               |                                 |                                                   |                                                                             |
| 222. | Wohnhochhaus                 | Barnetstraße 68 (Lage)                                            | Lichtenrade        | 18            |               |                                 |                                                   |                                                                             |
| 222. | Wohnhochhaus                 | John-Locke-Straße 21 (Lage)                                       | Lichtenrade        | 18            |               |                                 |                                                   |                                                                             |
| 222. | Wohnhochhaus                 | Mellener Straße 1 (Lage)                                          | Lichtenrade        | 18            |               |                                 |                                                   |                                                                             |
| 222. | Verwaltungsgebäude           | Bessemerstraße 78/82 (Lage)                                       | Schöneberg         | 18            |               |                                 |                                                   |                                                                             |
| 222. | Wohnhochhaus                 | Friedrichstraße 4 (Lage)                                          | Kreuzberg          | 18            |               |                                 |                                                   |                                                                             |
| 222. | Wohnhochhaus                 | Hakenfelder Straße 9/9A (Lage)                                    | Hakenfelde         | 18            | 1968–1972     | Norman Braun                    |                                                   |                                                                             |
| 222. | Wohnhochhaus                 | Am Forstacker 25 (Lage)                                           | Hakenfelde         | 18            |               |                                 |                                                   |                                                                             |
| 243. | Wohnhochhaus                 | Käthe-Dorsch-Ring 21 (Lage)                                       | Gropiusstadt       | 17            |               |                                 |                                                   |                                                                             |
| 243. | Wohnhochhaus                 | Friedrich-Kayßler-Weg 3 (Lage)                                    | Gropiusstadt       | 17            |               |                                 |                                                   |                                                                             |
| 243. | Wohnhochhaus                 | Theodor-Loos-Weg 11 (Lage)                                        | Gropiusstadt       | 17            |               |                                 |                                                   |                                                                             |
| 243. | Wohnhochhaus Joringel        | Agnes-Straub-Weg 2 (Lage)                                         | Gropiusstadt       | 17            | 1965–1969     | Rolf Gutbrod                    |                                                   |                                                                             |
| 243. | Wohnhochhaus                 | Joachim-Gottschalk-Weg 2 (Lage)                                   | Gropiusstadt       | 17            |               |                                 |                                                   |                                                                             |
| 243. | Wohnhochhaus                 | Joachim-Gottschalk-Weg 14 (Lage)                                  | Gropiusstadt       | 17            |               |                                 |                                                   |                                                                             |
| 243. | Wohnhochhaus                 | Dannenwalder Weg 170/172 (Lage)                                   | Märkisches Viertel | 17            | 1968          | Werner Düttmann                 | nach maßstäblicher Zeichnung Höhe etwa 52 Meter   |                                                                             |
| 243. | Wohnhochhaus                 | Dannenwalder Weg 174/176/178 (Lage)                               | Märkisches Viertel | 17            | 1968          | Werner Düttmann                 | nach maßstäblicher Zeichnung Höhe etwa 52 Meter   |                                                                             |
| 243. | Wohnhochhaus                 | Wilhelmsruher Damm 118/120/122 Senftenberger Ring 12/14/16 (Lage) | Märkisches Viertel | 17            | 1967–1971     | Georg Heinrichs, Hans C. Müller | nach maßstäblicher Zeichnung Höhe ca. 52 Meter    |                                                                             |
| 243. | Wohnhochhaus                 | Wilhelmsruher Damm 173 (Lage)                                     | Märkisches Viertel | 17            | 1966–1967     | Ludwig Leo                      |                                                   |                                                                             |
| 243. | Wohnhochhaus                 | Treuenbrietzener Straße 7 (Lage)                                  | Märkisches Viertel | 17            | 1967–1971     | Georg Heinrichs, Hans C. Müller | nach maßstäblicher Zeichnung Höhe ca. 52 Meter    |                                                                             |
| 243. | Wohnhochhaus                 | Senftenberger Ring 8/10 (Lage)                                    | Märkisches Viertel | 17            | 1967–1971     | Georg Heinrichs, Hans C. Müller | nach maßstäblicher Zeichnung Höhe ca. 52 Meter    |                                                                             |
| 243. | Wohnhochhaus                 | Senftenberger Ring 22/24/26 (Lage)                                | Märkisches Viertel | 17            | 1967–1971     | Georg Heinrichs, Hans C. Müller | nach maßstäblicher Zeichnung Höhe ca. 52 Meter    |                                                                             |
| 243. | Wohnhochhaus                 | Senftenberger Ring 30/32 Treuenbrietzener Straße 9/11 (Lage)      | Märkisches Viertel | 17            | 1967–1971     | Georg Heinrichs, Hans C. Müller | nach maßstäblicher Zeichnung Höhe ca. 52 Meter    |                                                                             |
| 243. | Wohnhochhaus                 | Wesendorfer Straße 1 Treuenbrietzener Straße 16 (Lage)            | Märkisches Viertel | 17            | 1967–1971     | Georg Heinrichs, Hans C. Müller | nach maßstäblicher Zeichnung Höhe ca. 52 Meter    |                                                                             |
| 243. | Wohnhochhaus                 | Senftenberger Ring 74 (Lage)                                      | Märkisches Viertel | 17            | 1965–1970     | Chen Kuen Lee                   |                                                   |                                                                             |
| 243. | Wohnhochhaus                 | Wilhelmstraße 3 (Lage)                                            | Kreuzberg          | 17            |               |                                 |                                                   |                                                                             |

## Geplante oder in Bau befindliche Hochhäuser
– Stand: August 2025 –
| Name                                                                        | Lage                                            | Ortsteil                 | Höhe in m      | Vollgeschosse                                         | Baubeginn | Fertigstellung | Architekten | Bemerkungen | Foto |
| --------------------------------------------------------------------------- | ----------------------------------------------- | ------------------------ | -------------- | ----------------------------------------------------- | --- | -------------- | --- | --- | ---- |
| Alexander Tower                                                             | Alexanderplatz                                  | Mitte                    | 150            | 39                                                    | 2019 | unbekannt      | Ortner & Ortner, Monarch Group                                                                                  | Der Turm entsteht am Kaufhaus Alexa. Der Bauantrag wurde am 1. Juli 2016 eingereicht. Die Baustelle liegt Stand Dezember 2022 brach. | Foto |
| Hines Hochhaus (Alexanderplatz Baufeld D4)                                  | Alexanderplatz                                  | Mitte                    | 150            | 39                                                    | Baubeginn 2017 gestoppt, weil die vom Investor geforderte Garantie, dass der U-Bahn-Tunnel der BVG bei den Arbeiten nicht beschädigt werde, nicht zustande kam. | unbekannt      | Frank Gehry | Das Gebäude soll ein Hotel sowie Wohnungen beinhalten und aus drei Teilen bestehen, die in der Fassade gegeneinander verdreht sind. Bis Dezember 2018 gab es trotz einer nachbarschaftlichen Grundsatzvereinbarung kein Baurecht durch den Senat. Neueste Entwicklung im Jahr 2024: der Senat wird den Bebauungsplan noch in diesem Jahr veröffentlichen - und es kann bei den geplanten 150 m Höhe bleiben. | Foto |
| (Hochhaus an der Rudolfstraße) Projekt Gemeinwohl                           | Rudolfstraße Nähe Warschauer Brücke             | Friedrichshain           | 140            |                                                       | 2023 | ?              | | Der Komplex stellt ein Pendant zum bereits fertig gestellten Hochhaus (Edge East Side Tower) dar und bildet mit diesem laut des in Aufstellung befindlichen Bebauungsplans wichtige Punkte des Rudolfbandes, das sich zwischen der Warschauer Brücke und der neuen Trasse der Stadtautobahn A100 erstrecken soll. – Das Bezirksamt Friedrichshain, unter dessen Verantwortung die Planung stand, hat den Bau abgelehnt. Deshalb hat der Senat von Berlin im Frühjahr 2025 das Verfahren an sich gezogen. Die Pläne des Grundstückseigentümers sehen ein zweites 140 m hohes Gebäude vor, dessen oberer Teil Luxuswohnungen beherbergen soll, im Sockel sollen Gewerbe, Studentenwohnungen und geförderter Wohnraum entstehen. | Foto |
| The Berlinian (Ehemals Mynd-Turm, Signa Hochhaus Alexanderplatz Baufeld D7) | Alexanderplatz                                  | Mitte                    | 138            | 34                                                    | 2021 | 2025           | Kleihues + Kleihues                                                                                             | Der Turm wird an der Karl-Liebknecht-Straße, an das Kaufhof-Warenhaus angrenzend, errichtet. Positiver Bauvorbescheid wurde inzwischen erlassen. Mit den Bauarbeiten wurde am 25. Okt. 2021 begonnen. | Foto |
| Karstadt Areal                                                              | Kudamm                                          | Charlottenburg           | 133            | 30 + Panoramagarten                                   | tba | tba            | Henning Larsen                                                                                                  | Auf dem Gelände des derzeitigen Karstadt-Kaufhauses entstehen nach dem Entwurf des Büros Henning Larsen aus Kopenhagen zwei Hochhäuser. Auf dem höheren Turm wird ein öffentlicher Panoramagarten eingerichtet. In seiner Grundhöhe soll der Turm 120 Meter hoch werden, mit dem transparenten Aufbau um den Panoramagarten herum insgesamt 133 Meter. | Foto |
| ALX Tower (Covivio Hochhaus Alexanderplatz Baufeld)                         | Alexanderplatz                                  | Mitte                    | 134            | 36                                                    | Ende 2020 | 2024/2025      | Sauerbruch Hutton                                                                                               | Neben dem Hotel Park Inn entsteht ein 134 Meter hoher Wohn- und Geschäftsturm auf einer quadratischen Grundfläche von 4900 m². Auf einem 36 m hohen kompakten Sockel wird sich ein schlanker Zwillingsturm erheben. Bauherr ist das französische Immobilienunternehmen Vivico. Die Geschossfläche von 60.000 Quadratmetern gliedert sich in 27.000 Quadratmeter für Büros, 22.000 für Einzelhandel und 11.400 Quadratmeter für Wohnungen. | Foto |
| The Hub                                                                     | Haselhorst                                      | Spandau                  | tba            | 34                                                    | tba | 2026           | E2A | Gewerbecampus zwischen Altstadt Spandau und Zitadelle. | Foto |
| Central Tower                                                               | Stralauer Straße; Baufeld E4                    | Mitte                    | 115            | tba                                                   | tba | tba            | Gewers Pudewill Architekten                                                                                     | Ursprünglich als 70 Meter hohes Hotelgebäude geplant, darf der neue Investor nun einen höheren Turm mit Büronutzung sowie der durch das Land Berlin vorgeschriebenen Richtlinie öffentlicher Nutzungen errichten. Fünf Etagen des Sockelgeschosses sollen für Kunst, Kultur und Wohnungen vorbehalten sein. | Foto |
| Hochhaus Hertzallee 1                                                       | Bahnhof Zoo                                     | Charlottenburg           | 110            | tba                                                   | tba | tba            | tba | Neubau gemäß dem Rahmenplan Hertzallee/Hardenbergplatz | Foto |
| Wohnen an der Spree (Turm 1)                                                | Fanny-Zobel-Straße                              | Mediaspree (Alt-Treptow) | 110            | 30                                                    | 2020 | 2024           | Pysall Architekten Berlin                                                                                       | Das Projekt wurde im Juni 2017 von der BVV Treptow-Köpenick auf Basis des Hochhausentwicklungsplans des Senats zum Bau genehmigt. In den Türmen 1 und 2 sollen 208 Eigentumswohnungen entstehen, das 2012 einen internationalen Wettbewerb gewonnen hat. Bauherr: Agromex | Foto |
| ULAP-Quartier                                                               | Hauptbahnhof                                    | Moabit                   | 101 und 3 x 60 | 30                                                    | tba | tba            | ISSS und bauchplan                                                                                              | ULAP steht für Universum Landes-Ausstellungs-Park (ehemaliges Messegelände): Dabei handelt es sich um ein dreieckiges Grundstück direkt westlich des Hauptbahnhofs zwischen Mitte und Moabit. Insgesamt ist die Fläche ca. 32.000 Quadratmeter groß. Das Gelände soll komplett neu bebaut werden, u. a. mit einer Sekundarschule, einer erweiterten Polizeistation, Nahversorgung und mehreren Hochhäusern. Im Jahr 2021 lief ein Bürgerdialog, der sich u. a. mit den besten drei eingereichten Entwürfen befasste. Der Abriss für den neuen begann ULAP direkt neben dem Berliner Hbf begann 2022. Das städtebauliche Konzept zur weiteren architektonischen Ausgestaltung weist 6 Hochhäuser an dieser Stelle aus.         | Foto |
| Hochhaus RAW-Gelände                                                        | Warschauer Straße                               | Friedrichshain           | 100            | tba                                                   | 2024 | tba            | Holzer Kobler Architekturen                                                                                     | Das Hochhaus ist Bestandteil der Neuentwicklung des Party Kiezes RAW-Gelände, direkt an der Warschauer Brücke. Die Göttinger Kurth-Gruppe entwickelt 51.000 m² Mischnutzung, wobei ein großer Teil der bestehenden Mieter vor Ort bleiben wird. Erste Entwürfe des Hochhauses liegen vor. | Foto |
| Spreeküste                                                                  | Schöneweide                                     | Treptow-Köpenick         | tba            | 28                                                    | tba | tba            | O&O Baukunst mit capattistaubach urbane landschaften sowie ENS Eckert Negwer Suselbeek mit Freiraumplanung Wolf | Neues Gewerbegebiet entlang der Spree in Schöneweide mit insgesamt 30 Hektar Größe. Das avisierte Hochhaus steht in einem 3,2 Hektar großen Bereich und wird von Archigon realisiert. | Foto |
| Hochhaus Hertzallee 2                                                       | Bahnhof Zoo                                     | Charlottenburg           | 100            | tba                                                   | tba | tba            | tba | Neubau gemäß dem Rahmenplan Hertzallee/Hardenbergplatz | Foto |
| Wohnen an der Spree (Turm 2)                                                | Fanny-Zobel-Straße                              | Mediaspree (Alt-Treptow) | 099            | 27                                                    | 2020 | 2024           | Pysall Architekten Berlin                                                                                       | Das Projekt wurde im Juni 2017 von der BVV Treptow-Köpenick auf Basis des Hochhausentwicklungsplans des Senats zum Bau genehmigt. In den Türmen 1 und 2 sollen 208 Eigentumswohnungen entstehen, das 2012 einen internationalen Wettbewerb gewonnen hat. Bauherr: Agromex | Foto |
| WoHo                                                                        | Schöneberger Straße                             | Kreuzberg                | 098            | 29                                                    | 2021 | 2025 (?)       | Mad arkitekter, Oslo                                                                                            | Der Entwurf ist das (bisher) höchste geplante Holzhaus in Deutschland und umfasst neben dem fast einhundert Meter hohen Turm noch drei weitere Bauten. | Foto |
| Upside Berlin (Max)                                                         | Mariane-von-Rantzau-Straße (Mediaspree)         | Friedrichshain           | 095            | 26                                                    | 2014 | 2023           | Nöfer Architekten                                                                                               | Zwillingsturm von Moritz | Foto |
| Urbane Mitte 2                                                              | Gleisdreieck                                    | Kreuzberg                | 090            | 24                                                    | 2023/24 | 2025/26        | Cobe Berlin | Urbane Mitte Am Gleisdreieck | Foto |
| Urbane Mitte 3                                                              | Gleisdreieck                                    | Kreuzberg                | 090            | 24                                                    | 2023/24 | 2025/26        | Cobe Berlin | Urbane Mitte Am Gleisdreieck | Foto |
| Neu-Hohenschönhausen                                                        | Falkenberger Chaussee                           | Hohenschönhausen         | 090            | tba                                                   | tba | tba            | superwien urbanism zt gmbh (Wien) und studio boden Landscape Architecture + Urban Design (Graz).                | Ein neues, urbanes Zentrum soll in Berlin-Hohenschönhausen zwischen Zingster Straße und Bahngelände entstehen, so der Plan der Senatsverwaltung für Stadtentwicklung und des Bezirks Lichtenberg. Eine „zukunftsfähige Nutzungsmischung zur Stärkung der vorhandenen Einrichtungen (…) und ein hohes Identifikations- und Wiedererkennungspotential“ soll das neue Quartier ausmachen. | Foto |
| Upside Berlin (Moritz)                                                      | Mariane-von-Rantzau-Straße (Mediaspree)         | Friedrichshain           | 86             | 22                                                    | 2014 | 2023           | Nöfer Architekten                                                                                               | Zwillingsturm von Max | Foto |
| Upbeat                                                                      | Europacity                                      | Moabit                   | 082            | 19                                                    | 2021 | 2023           | Kleihues + Kleihues                                                                                             | Nördlicher Abschluss der Europacity an der Perleberger Brücke, Ecke Fennstrasse. Das Ensemble besteht aus drei Häusern mit 5, 11 und 19 Etagen. Neue Zentrale der DKB-Bank – „DKB Campus“. | Foto |
| Hochhaus Hertzallee 3                                                       | Bahnhof Zoo                                     | Charlottenburg           | 080            | tba                                                   | tba | tba            | tba | Neubau gemäß dem Rahmenplan Hertzallee/Hardenbergplatz | Foto |
| Spandauer Ufer I, II, III und IV                                            | Klosterstraße/ Ruhlebener Straße                | Spandau                  | 080            | 21                                                    | 2022 | unbekannt      | ASTOC Architects and Planners                                                                                   | Auf dem Areal befand sich ein jahrelang leerstehendes Postgebäude. |      |
| Karstadt Areal                                                              | Kudamm                                          | Charlottenburg           | 079            | 20                                                    | tba | tba            | Henning Larsen                                                                                                  | Auf dem Gelände des derzeitigen Karstadt Kaufhauses entstehen nach dem Entwurf des Büros Henning Larsen aus Kopenhagen zwei Hochhäuser. Der kleinere der beiden Türme ist als Hotel geplant. | Foto |
| Hochhaus Hertzallee 4                                                       | Bahnhof Zoo                                     | Charlottenburg           | 075            | tba                                                   | tba | tba            | tba | Neubau gemäß dem Rahmenplan Hertzallee/Hardenbergplatz | Foto |
| Quartier Neue Ringbahnhöfe                                                  | Karl-Marx-Straße/Hermannstraße                  | Neukölln                 | 070            | 17                                                    | tba | tba            | Wehrhahn Architekten                                                                                            | Neues Stadtquartier auf dem Gelände des ehemaligen Güterbahnhofs Neukölln an der Ringbahnstraße. Ursprünglich war ein 100 Meter hohes Bürohaus geplant, dass das Baukollegium aber ablehnte. Der B-Plan sieht nun ein 70 Meter hohes Gebäude an der Karl-Marx-Straße vor. | Foto |
| JaHo                                                                        | Holzmarktstraße 3–5 / Jannowitzbrücke           | Mitte                    | 070            | 18                                                    | 2025 | tba            | David Chipperfield Architects                                                                                   | Auf Basis eines verbindlichen Beschlusses zwischen Art-Invest Real Estatte, Cesa Group und dem Senat von Berlin begann im Dezember 2019 die Planung. Insgesamt soll ein dreigliedriges Bauensemble entstehen, das mit dem bereits vorhandenen Stadthaus und dem Baudenkmal Holzmarktstraße 10 das Projekt Jaho darstellt. Der Name ist ein Kofferwort aus Jannowitzbrücke und Holzmarktstraße. Der über die Grundbauten hinausragende Stadtturm soll über eine Fläche von 20.000 m² verfügen. Ende 2020 startete der Bezirk das Bebauungsplanverfahren. | Foto |
| Quartier Gehrenseestraße / Wollenberger Straße                              |                                                 | Alt-Hohenschönhausen     | tba            | 20                                                    | 2024 | 2026           | MLA+ Architekten                                                                                                | Auf dem über 6,3 Hektar großen Grundstück im Quartier Gehrenseestraße errichtet die HOWOGE zusammen mit ihrem Projektpartner Belle Époque ein Hof- und Hochhausquartier mit mehr als 1.000 Wohnungen, von denen die HOWOGE 441 Wohnungen in ihren Bestand übernehmen und vermieten wird. Die Hälfte der Wohnungen sind sozial gefördert. Die 1- bis 5-Zimmer-Wohnungen verfügen über barrierefreie Zugänge und Fußbodenheizung. Geplant sind auch gewerbliche Nutzungen für Dienstleistungen, Studenten-, Senioren- oder Pflegewohnen, soziale und medizinische Versorgung, Kultur und Ladengeschäfte. | Foto |
| BSR-Tower                                                                   | Wilhelm-Kabus-Straße, Ecke Ella-Barowsky-Straße | Schöneberg/Südkreuz      | tba            | 19                                                    | tba | tba            | Franz und Sue ZT GmbH Wien                                                                                      | Neubau der Hauptverwaltung der Berliner Stadtreinigung in zwei Gebäudeteilen mit insgesamt 50.000 m² Bürofläche. | Foto |
| Kurfürstenstraße 72–74                                                      | Kurfürstenstraße 72–74                          | Tiergarten               | 68             | 17                                                    | 2021 | 2025           | Barkow Leibinger                                                                                                | Abriss des Bestandsgebäudes und Neubau eines Wohn- und Bürokomplexes mit ca. 46 Wohnungen und ca. 16.900 m² Bürofläche. | Foto |
| Hochhaus im Gasometer                                                       | Euref – Campus 17                               | Schöneberg               | 066            | 12 Büroetagen plus Konferenzzentrum und Dachterrasse. | 2021 | 2023           | EUREF-Consulting Gesellschaft für Architekten und Ingenieure mbH                                                | „Die Neugestaltung des Gasometers lehnt sich an das historische Bild des im Inneren des Gerüsts auf- und abfahrenden Teleskopbehälter des Niederdruckgasbehälters an.“ Hier realisiert die EUREF AG einen Neubau mit einer homogenen Fassadengestaltung. Das graue, historische Stahlgerüst fungiert, mit einem Respektabstand von einem Meter, dabei als Rahmen für den runden Neubau. Das denkmalgeschützte Stahlgerüst bleibt somit erhalten und sichtbar. | Foto |
| Urbane Mitte 5                                                              | Gleisdreieck                                    | Kreuzberg                | 065            | 17                                                    | 2023/24 | 2025/26        | Cobe Berlin | Urbane Mitte Am Gleisdreieck | Foto |
| Fennpfuhler Tor                                                             | Storkower Straße                                | Lichtenberg              | 3 x 64         | tba                                                   | tba | tba            | tba | Das Projekt ist die gemeinsame Entwicklung eines nachhaltigen Stadtquartiers durch die Projektpartner HOWOGE Wohnungsbaugesellschaft mbH, OTTO-WULFF-Projektentwicklung und Berliner Immobilienmanagement GmbH. Es entsteht ein Stadtquartier für 1500 Menschen, unter anderem mit drei Hochhäusern direkt am S-Bahnring. | Foto |
| Neues Rathaus Berlin-Mitte                                                  | Otto-Braun-Straße                               | Mitte                    | 064            | 16                                                    | 2025 | 2028           | Teleinternetcafé und Treibhaus                                                                                  | Teil der Revitalisierung und des Umbaus bzw. Neubaus des „Haus der Statistik“ | Foto |
| Wuhletaler Fenster                                                          | Märkische Allee                                 | Marzahn                  | 064            | 21                                                    | 2020 | 2023           | Stephan Höhne                                                                                                   | Wohnhochhaus der Bonava mit 203 Eigentumswohnungen | Foto |
| Urbane Mitte 1                                                              | Gleisdreieck                                    | Kreuzberg                | 062            | 17                                                    | 2023/24 | 2025/26        | Cobe Berlin | Urbane Mitte Am Gleisdreieck | Foto |
| Holzmarkt 25                                                                | Holzmarktstraße 25                              | Mitte                    | 060            | 17                                                    | 2022 | tba            | | Das Holzmarktquartier ist durch kleinteiliges Gewerbe und kulturelle Nutzungen wie Kulturstätten für Club- und Livemusik aber auch öffentliche Aufenthaltsräume am Ufer geprägt. Es wird aus einem Bauensemble bestehen, welches fünf Sockeletagen umfasst und Freiflächen bereithält. Im Sockel bekommt der Holzmarktclub seinen Platz, der mit besonderen Vorkehrungen zum Lärmschutz und zur Belüftungausgerüstet wird. In den Regelgeschossen des Turms soll kreatives, kulturelles und soziales Gewerbe angesiedelt werden.“ | Foto |
| Georg-Knorr-Park (Türme 1, 2 und 3)                                         | Georg-Knorr-Straße                              | Marzahn-Hellersdorf      | 146 060        | 46                                                    | 2022/24 | 2027           | David Chipperfield Architects                                                                                   | Auf dem 11 Hektar großen Gelände (Georg-Knorr-Park Ost) soll ein komplettes neues Wohngebiet mit dem Namen Konnekt Berlin entstehen, dessen Dominante drei Hochhäuser bilden werden. In den Türmen ist eine gemischte Nutzung zwischen Wohnen und Gewerbe vorgesehen. Anfang April 2025 wurde bekannt, dass im aktualisierten Bauplan die Höhe der Türme auf maximal je 60 Meter verringert wurde. | Foto |
| Rhin 84-88                                                                  | Rhinstraße, Allee der Kosmonauten               | Lichtenberg/Marzahn      | tba            | 17                                                    | tba | tba            | tba | Neubau eines Bürogebäudes mit 15.000 m² neben einem bestehenden Plattenbau. | Foto |
| Wilhelmsruher Damm 150                                                      | Ebd.                                            | Reinickendorf            | tba            | 16                                                    | tba | tba            | tba | Nachverdichtung des Märkischen Viertels. Neubau von ca. 160 Wohnungen durch die Treucon GmbH. | Foto |
| Dragoner-Areal                                                              | Mehringdamm                                     | Kreuzberg                | tba            | 16                                                    | 2025 | 2027           | SMAQ | Umgestaltung und Neubau des Rathausblocks in Kreuzberg mit insgesamt 500 Wohnungen, u. a. durch die WBM. | Foto |
| Ostbahnhof                                                                  | Straße der Pariser Kommune                      | Friedrichshain           | tba            | 16 und 13                                             | tba | tba            | Eike Becker | Neubau von Gewerbeflächen in kleinteiliger Nutzung, Büros und Restaurant mit öffentlicher Terrasse. | Foto |
| Be-U                                                                        | Behrens-Ufer                                    | Schöneweide              | 3 x 60         | 15                                                    | tba | 2027           | Die-AG | Umbau und Weiterentwicklung eines ehemaligen Industriegebietes (AEG) an der Wilhelminenhofstraße mit 234.000 m² Fläche. | Foto |
| AEG-Quartier                                                                | Brunnenstraße                                   | Gesundbrunnen            | 4 x 60         | 17                                                    | tba | 2030           | Cobe | Bis 2030 Umbau und Entwicklung des alten AEG Areals in Gesundbrunnen. Das Büro Cobe realisiert 235.000 Quadratmeter Fläche für Dienstleistungen, Gewerbe und Produktion. | Foto |
| Hochhaus am Rathenauplatz                                                   | Rathenauplatz (Berlin)                          | Grunewald                | 059            | 17                                                    | unbekannt | unbekannt      | Max Dudler | Wird auf dem Gelände der Esso Tankstelle am Übergang zur Stadtautobahn errichtet. | Foto |
| Hochhaus Charité Klinikum Benjamin Franklin                                 | Hindenburgdamm                                  | Steglitz                 | tba            | 16                                                    | tba | tba            | Gmür Architekten                                                                                                | Umbau und Erweiterung des Klinikums im Rahmen des Masterplans Charité 2030. | Foto |
| Deutsches Herzzentrum der Charité                                           | Nordufer                                        | Wedding                  | tba            | 15                                                    | 2023 | 2025           | Wörner Traxler Richter                                                                                          | Auf dem Gelände des Charité-Campus Virchow-Klinikum, begrenzt von Südring, Nordufer und der bestehenden Isolierstation, befindet sich das Wettbewerbsgrundstück in unmittelbarer Nähe zum Berliner Westhafen. In dem städtebaulich heterogenen Areal soll ein Neubau für das Deutsche Herzzentrum der Charité entwickelt werden. Ein solitärer 15-geschossiger Baukörper mit quadratischer Grundfläche bildet das städtebauliche Leitmotiv des Entwurfes. | Foto |
| Bürohochhaus Robert-Koch-Institut                                           | Nordufer                                        | Wedding                  | <60            | 15                                                    | tba | tba            | tba | „An dem Standort befindet sich das denkmalgeschützte, historische Robert-Koch-Institut, in dem auch ein Museum und das Mausoleum von Robert Koch beheimatet ist. Aufgrund des Flächenbedarfes von ca. 28.000 m² wird ein Hochhaus vorgeschlagen, das allerdings unterhalb der 60-Meter-Grenze bleibt. Als Standort ist der nördliche Teil des Grundstücks vorgesehen. Das dort befindliche Haus 4 aus den Siebziger Jahren soll abgetragen werden.“ | Foto |
| Neue Mitte Tempelhof                                                        | Tempelhofer Damm                                | Tempelhof                | 056            | 14                                                    | 2020 | 2030           | Teleinternetcafé und Treibhaus                                                                                  | Im Bezirk Tempelhof entsteht in den nächsten 10 Jahren ein neues Stadtquartier mit Bildung- und Kulturangeboten, öffentlichen Dienstleistungen und Wohnungen. | Foto |
| Port One Berlin (ehemals Thirty Eight Berlin)                               | Friedrich-Krause-Ufer 38                        | Moabit                   | 055            | 14                                                    | 2020 | 2025           | Nöfer Architekten                                                                                               | Bürogebäude an der Perleberger Brücke am nördlichen Ende der Europacity. Neben den Büros sollen im Gebäude auch Künstlerateliers, Gastronomie und eine Kindertagesstätte entstehen. | Foto |
| QH Track                                                                    | Europacity                                      | Moabit                   | 55             | 14                                                    | 2021 | 2023           | EM2N | Neuer Digitalcampus von SAP. | Foto |
| Urbane Mitte 4                                                              | Gleisdreieck                                    | Kreuzberg                | 052            | 11                                                    | 2023/24 | 2025/26        | Cobe Berlin | Urbane Mitte Am Gleisdreieck | Foto |
| DGB Headquarters                                                            | Keithstraße/Kleiststraße                        | Schöneberg               | 052            |                                                       | 2020 | unbekannt      | Ortner & Ortner                                                                                                 | | Foto |
| Urbane Mitte 6                                                              | Gleisdreieck                                    | Kreuzberg                | 049            | 15                                                    | 2021/22 | 2023/24        | Cobe Berlin | Urbane Mitte Am Gleisdreieck | Foto |

## Potenzielle Hochhausstandorte
| Name                                        | Standort                                    | maximale Höhe in Metern | Bemerkungen |
| ------------------------------------------- | ------------------------------------------- | ----------------------- | --- |
| Europacenter                                | City West, Charlottenburg                   | 300                     | Das mit Abstand größte Hochhaus Berlins soll auf dem Grundstück des Charlottenburger Europa-Centers entstehen. Dieses Ziel hat sich der Eigentümer Christian Pepper gesetzt. Der 300 m hohe Turm ist an der Stelle des Parkhauses und der seit 2020 geschlossenen Thermen am Europa-Center neben der Nürnberger Straße geplant. |
| Hardenberg-Hochhaus                         | Hardenbergplatz, City West (Charlottenburg) | 209                     | Mischnutzung aus Wohnungen, Büros, Hotel, Ladenflächen, Gastronomie, Aussichtsdeck/Skybar und Tiefgaragen; Entwurf des Architekten Christoph Langhof und der AG City Berlin |
| Masterplan Alexanderplatz                   | Alexanderplatz                              | 150-130                 | Neben dem im Bau befindlichen Alexander Tower, dem Urban Campus (Baufeld D3) und dem weiterhin geplanten Hines-Turm sind nach dem 2015 überarbeiteten Masterplan noch vier weitere Hochhäuser am Platz vorgesehen. Aktuell werden von TLG Immobilien die Häuser auf den Baufeldern A9 und A11 entwickelt. |
| Mediaspree                                  | Ostbahnhof                                  | 125                     | Der größte Teil des Areals zwischen Ostbahnhof und Warschauer Brücke ist mittlerweile entwickelt. Ein Grundstück direkt am Ostbahnhof, neben dem Neubau der Rosa-Luxemburg-Stiftung und ein weiteres hinter der Warschauer Brücke, sollen noch mit Hochhäusern bebaut werden. |
| ICC Hotel                                   | Charlottenburg                              | 137                     | Vorschlag vom Berliner Architekten Jan Kleihues |
| Charité Health Tower                        | Luisenstraße                                | 72                      | Infolge der Umstrukturierung der Berliner Universitätsmedizin soll laut Plänen des Charité-Vorstands auf dem Campus Mitte ein zweites Bettenhochhaus für Neurowissenschaften errichtet werden. |
| Eldenaer 4 Zero                             | Alter Schlachthof                           | unbekannt               | Entlang der S-Bahn, an der Grenze des Ortsteils Prenzlauer Berg zum Ortsteil Friedrichshain, hat der Architekt Christoph Langhof zwei pyramidenartige Gebäude entworfen. Der Bezirk Pankow hat sich mit den Projekten bereits befasst. |
| Pankower Tor                                | ehemaliger Güterbahnhof Pankow              | unbekannt               | „Die Kerndaten sind dabei in der Tat unverändert: 2000 Wohnungen, zwei Hochhäuser, eine Grundschule, zwei Kitas, eine Bibliothek, ein Möbelmarkt, eine Straßenbahnlinie und ein Radschnellweg samt Brücke soll es geben. Und an der Prenzlauer Promenade ist als östliches Pendant dazu ein Doppel-Hochhaus neben dem neuen Krieger-Möbelmarkt geplant.“ |
| Schumacher-Quartier und Urban Tech Republic | ehemaliger Flughafen Tegel                  | unbekannt               | „Das Schumacher-Quartier wird über 5.000 Wohnungen für mehr als 10.000 Menschen bieten – mitsamt den dazugehörigen Einrichtungen wie Schulen, Kitas, Sportanlagen, Einkaufsmöglichkeiten und viel Grün. Für die benachbarten Quartiere Cité Pasteur und TXL Nord sind weitere 4.000 Wohnungen geplant.“ Auftakt des Quartiers könnte ein Hochhaus direkt am Kurt-Schumacher-Platz in Reinickendorf sein. |
| Hotelturm                                   | Fanny-Zobel-Straße Mediaspree (Alt-Treptow) | 64                      | Das Projekt wurde im Juni 2017 von der BVV Treptow-Köpenick auf Basis des Hochhausentwicklungsplans des Senats zum Bau genehmigt. Im Hotelturm sollen 154 Appartements nach Plänen des Architekturbüros Pysall entstehen, das 2012 einen internationalen Wettbewerb zu den beiden Türmen 1 und 2 sowie für das Hotel gewonnen hat. Bauherr: Agromex; Baubeginn 2018, geplante Fertigstellung 2023 Nunmehr (Stand April 2025) heißt es seitens der Senatsverwaltung: das Bauprojekt samt den geplanten Versorgungseinrichtungen wird frühestens im Jahr 2027 fertig sein. |
| Siemensstadt 2.0                            | Nonnendammallee                             | 60                      | „Zu den planerischen Zielen gehört die Entwicklung eines gemischt genutzten Quartiers, in dem u. a. der Bau von circa 2.750 Wohnungen im Plangebiet vorgesehen ist. Neben den teilweise zu erhaltenden Produktionsarbeitsplätzen werden circa 420.000 m² Büro- und Gewerbeflächen sowie Flächen für Wissenschaft und Forschung, Hotel und Kongressnutzungen entstehen.“ |